# Sofia Mabergs
Bygg Ida Sofia Mabergs (Malung, 9 aprile 1993) è una giocatrice di curling svedese.

## Carriera
Nel 2018 ha vinto la medaglia d'oro nel torneo femminile ai Giochi olimpici di Pyeongchang, insieme alle compagne di squadra Anna Hasselborg, Sara McManus, Agnes Knochenhauer e Jennie Wåhlin; in carriera ha anche vinto per due volte i Campionati europei.

## Palmarès

### Olimpiadi
- Oro a Pyeongchang 2018;

### Mondiali
- Argento a Silkeborg 2019;
- Argento a North Bay 2018;

### Europei
- Oro a Tallinn 2018;
- Oro a Helsingborg 2019;
- Argento a Lohja 2024;
- Argento a Lillehammer 2021;
- Argento a San Gallo 2017;
- Argento a Renfrewshire 2016;

### Europei misti
- Oro a Tårnby 2014.